# Мизино-Лапшиновское муниципальное образование
Мизино-Лапшиновское муниципальное образование — упразднённое сельское поселение в Татищевском районе Саратовской области Российской Федерации.
Административный центр — село Мизино-Лапшиновка.

## История
Статус и границы сельского поселения установлены Законом Саратовской области от 27 декабря 2004 года № 108-ЗСО «О муниципальных образованиях, входящих в состав Татищевского муниципального района».
Вязовское и Мизино-Лапшиновское муниципальные образования преобразованы путём их объединения в Вязовское муниципальное образование со статусом сельского поселения и с административным центром в селе Вязовка.

## Население
| 2010 | 2012  | 2013  |
| ---- | ----- | ----- |
| 2108 | ↗2148 | ↗2159 |

## Состав сельского поселения
| № | Населённый пункт  | Тип населённого пункта       | Население |
| - | ----------------- | ---------------------------- | --------- |
| 1 | Агаревка          | село                         | 7         |
| 2 | Беседка           | хутор                        | 4         |
| 3 | Бурловино         | хутор                        | 1         |
| 4 | Мизино-Лапшиновка | село, административный центр | ↗1029     |